# Gare de Dornach-Arlesheim
Pour les articles homonymes, voir Gare de Dornach.
La gare de Dornach-Arlesheim (en allemand Bahnhof Dornach-Arlesheim) est une gare située à Arlesheim, dans le canton de Bâle-Campagne, mais qui dessert aussi la commune voisine de Dornach, située elle dans le canton de Soleure.

## Service voyageurs

### Desserte
| Origine                | Arrêt précédent | Train | Train | Train | Arrêt suivant | Destination |
| ---------------------- | --------------- | ----- | ----- | ----- | ------------- | ----------- |
| Delémont ou Porrentruy | Aesch           |       | S     |       | Münchenstein  | Olten       |